# Philautus supercornutus
Philautus supercornutus és una espècie de granota que es troba al Vietnam i, possiblement també, a Laos.